# 丰特奈勒维孔特
丰特奈勒维孔特（法語：Fontenay-le-Vicomte，法語發音：[fɔ̃tnɛ lə vikɔ̃t] ⓘ）是法国法兰西岛大区埃松省的一个市镇，位于该省东部，属于埃夫里区。

## 地理
丰特奈勒维孔特（48°32'50"N, 2°23'57"E）面积6.83 平方千米，位于法国法蘭西島大區埃松省，该省份为法国北部内陆省份，北起上塞纳省和马恩河谷省，西接厄尔-卢瓦省和伊夫林省，南至卢瓦雷省，东临塞纳-马恩省。
与丰特奈勒维孔特接壤的市镇（或旧市镇、城区）包括：埃沙尔孔、埃松河畔巴朗库尔、舍瓦讷、梅讷西、小韦尔。

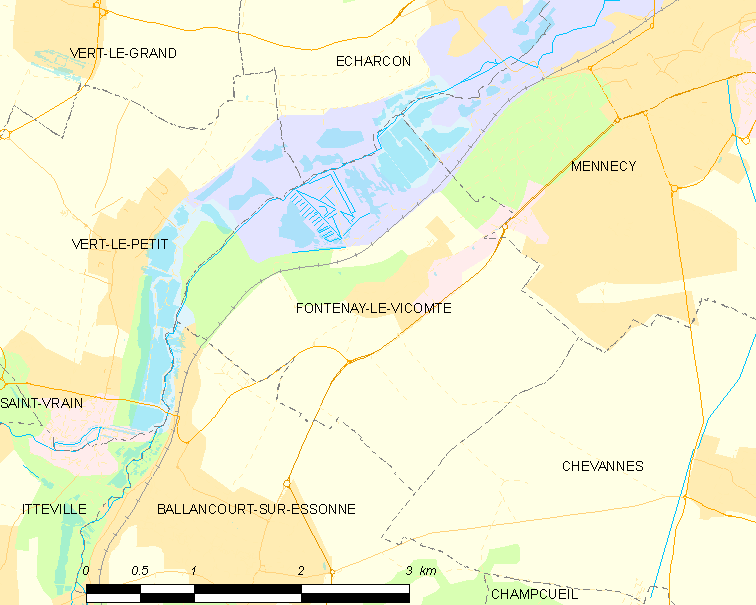
丰特奈勒维孔特的OSM定位图

丰特奈勒维孔特的时区为UTC+01:00、UTC+02:00（夏令时）。

## 行政
丰特奈勒维孔特的邮政编码为91540，INSEE市镇编码为91244。

## 政治
丰特奈勒维孔特所属的省级选区为梅讷西县。

## 人口

1962-2008年间丰特奈勒维孔特人口变化图示

丰特奈勒维孔特于2022年1月1日时的人口数量为1563人。